# Naufraghi dell'amore
Naufraghi dell'amore (Half a Bride) è un film muto del 1928 diretto da Gregory La Cava.
Il film è conosciuto in Italia anche col titolo Naufraghi... nell'amore.
Attualmente è considerato perduto.

## Trama
Dopo aver ascoltato alla radio una discussione sul matrimonio cameratesco, la cacciatrice d'avventure Patience Winslow decide di sperimentarlo su di sé. Il matrimonio non viene però consumato, in quanto il padre di lei, fortemente contrario alla sconsiderata unione, la rapisce e la porta sul suo yacht privato. Durante un pranzo lei scappa gettandosi in mare, e il capitano dello yacht, Edmunds, salta dopo di lei. Una tempesta li investe, vengono così portati dal mare in un'isola deserta. Durante le settimane che precederanno il loro ritrovamento, Patience s'innamora del suo co-naufrago. Dopo essere stati ritrovati, il precedente matrimonio viene annullato, e Patience sposa il capitano Edmunds.

## Distribuzione
Uscito nei cinema statunitensi il 16 giugno 1928, in Italia è stato distribuito nel 1930.